# 929
Het jaar 929 is het 29e jaar in de 10e eeuw volgens de christelijke jaartelling.

## Gebeurtenissen

### Europa
- Voorjaar - Emir Abd al-Rahman III herstelt de interne vrede in Al-Andalus (huidige Spanje). Hij sticht het kalifaat Córdoba en roept zich uit tot kalief. Hierdoor zijn er nu drie rivaliserende kalifaten in de islamitische wereld: het kalifaat Córdoba, het Abassidische kalifaat en het Fatimidische kalifaat. Abd al-Rahman versterkt zijn buitenlands beleid tegen het christelijke Spanje en de Fatimieden die hun invloed verder uitbreiden in Noord-Afrika.
- Zomer - Koning Hendrik I ("de Vogelaar") valt met een Oost-Frankisch expeditieleger Bohemen (huidige Tsjechië) binnen. Hij moet echter zijn veldtocht afbreken en trekt richting de rivier de Havel om verdedigingswerken aan te leggen tegen de opstandige Slavische stammen die zich gevestigd hebben in de omgeving van Brandenburg.
- Hendrik I hervat met ondersteuning van de Beierse hertog Arnulf I opnieuw de campagne in Bohemen. Wenceslaus I ("de Heilige") die zich in Praag heeft teruggetrokken onderwerpt zich zonder veel weerstand te bieden. Later wordt Wenceslaus vermoord in opdracht van zijn broer Boleslav, die hem opvolgt. (waarschijnlijke datum)
- 7 oktober - Koning Karel III ("de Eenvoudige") overlijdt in Péronne in gevangenschap. De rechtmatige opvolger, zijn 9-jarige zoon Lodewijk van Overzee, verblijft met zijn moeder Hedwig van Wessex (een dochter van de voormalige koning Eduard de Oudere) in Engeland. Graaf Herbert II van Vermandois confisqueert de bezittingen.
- Otto de Grote, een zoon van Hendrik I, trouwt met de Engelse prinses Editha van Wessex, de halfzuster van koning Æthelstan. Bij deze gelegenheid schenkt Otto haar Maagdenburg als morgengave (bruidsschat).
- Koning Sancho I Ordóñez van Galicië overlijdt na een regeerperiode van 3 jaar. Hij wordt opgevolgd door zijn broer Alfons IV die het koninkrijk herenigt met León.
- Eerste schriftelijke vermelding van Engelmanshoven (huidige België).

## Religie
- Paus Leo VI overlijdt in Rome na een pontificaat van slechts 7 maanden. Hij wordt opgevolgd door Stefanus VII (mogelijk aangesteld door Marozia) als de 124e paus van de Katholieke Kerk.

## Geboren
- Adela van Leuven, Frankisch edelvrouw (waarschijnlijke datum)

## Overleden
- 7 juni - Aelfryth (60), echtgenote van Boudewijn II
- 5 september - Lotharius I, Frankisch edelman
- 28 september - Wenceslaus de Heilige, hertog van Bohemen (of 935)
- 7 oktober - Karel de Eenvoudige (50), Frankisch koning
- Adelheid van Bourgondië (59), Frankisch gravin
- Johannes X, paus van de Katholieke Kerk (of 928)
- Leo VI, paus van de Katholieke Kerk
- Mohammed ibn Jābir al-Harrānī al-Battānī, Arabisch astronoom
- Sancho I Ordóñez, koning van Galicië